# بني عمران (حزم العدين)

تعديل مصدري - تعديل

بني عمران محلة تابعة لقرية الصافية، التابعة لعزلة بني على بمديرية حزم العدين إحدى مديريات محافظة إب في الجمهورية اليمنية، بلغ تعداد سكانها 191 حسب تعداد اليمن لعام 2004.